# Генуезька работоргівля

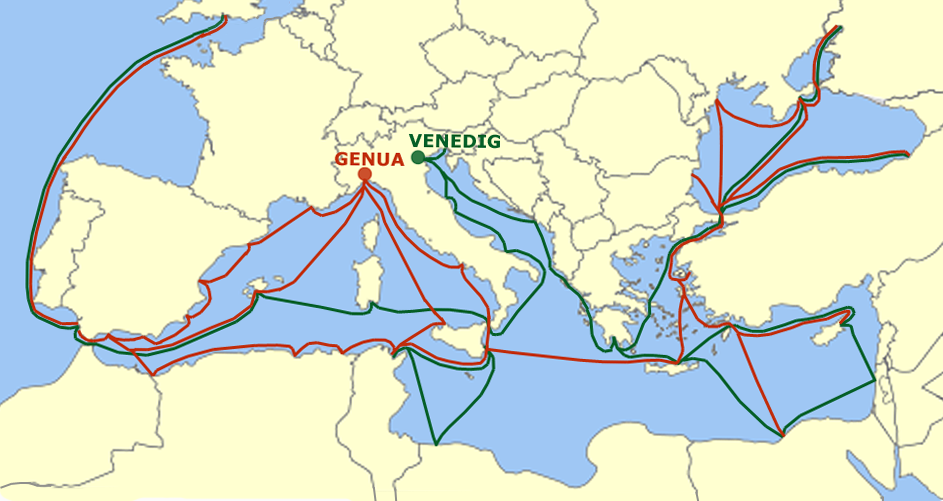
Морські республіки Генуя (червоний) та Венеція (зелений) та їхні торговельні шляхи в Середземноморському регіоні.

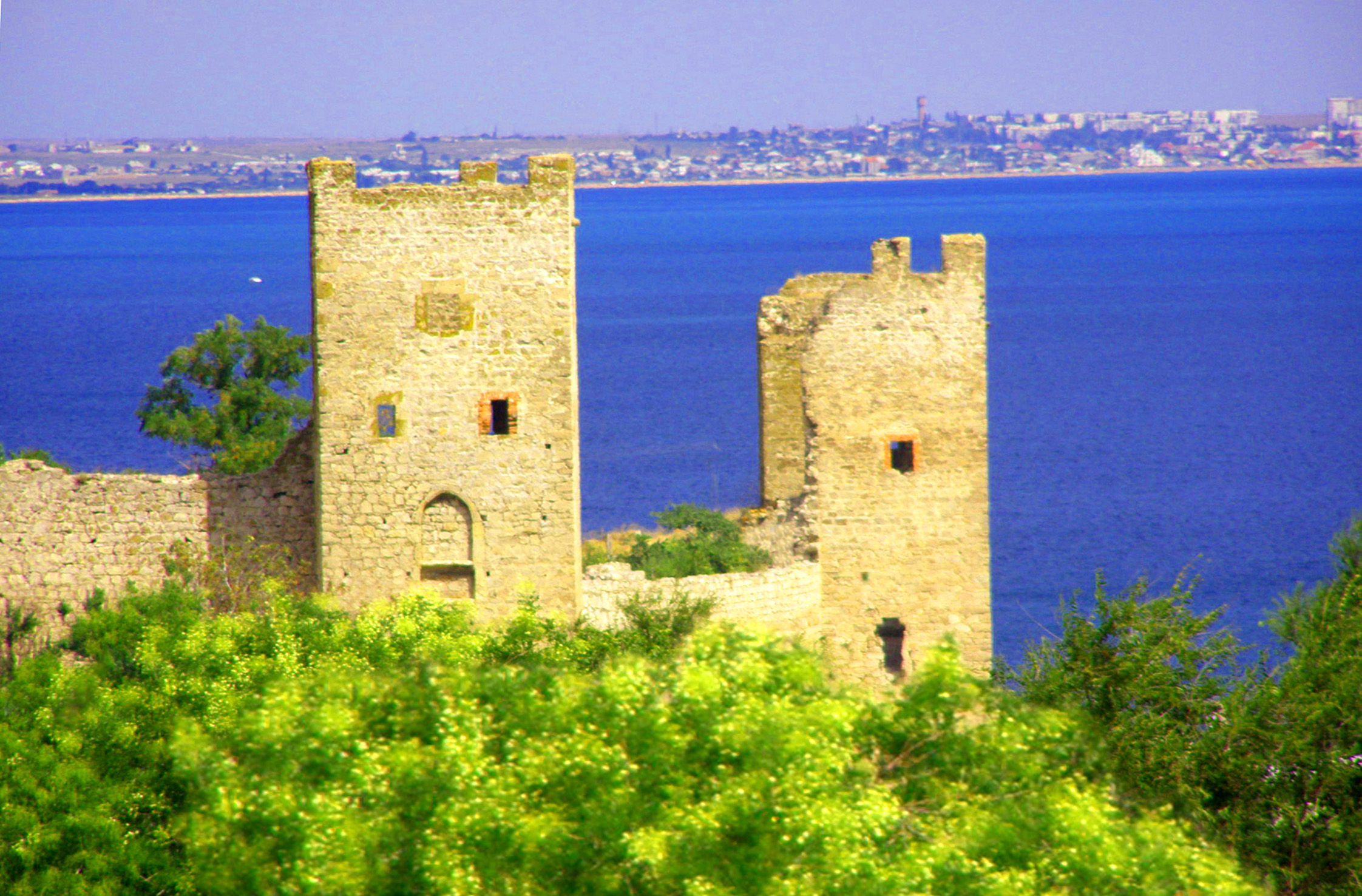
Кафа.

Генуезька работоргівля — работоргівля, що здійснювалася Генуезькою республікою. Торгівля рабами була важливим бізнесом переважно в Середньовіччі.
У ХІІІ столітті генуезці заснували низку колоній в Криму та купували рабів різних релігій для продажу або до Південної Європи через Крит та Балеарські острови, або на Близький Схід безпосередньо через Чорне море. Генуезці конкурували з Венецією, яка, в свою чергу,  розвивала венеційську работоргівлю.
Чорноморська работоргівля була закрита для Генуї у XV столітті, після завоювання в 1453 році Константинополя Османською імперією, що стала контролювати Босфор, протоку до Чорного моря. Це поклало край старим шляхам імпорту рабів до Європи, що сприяло розвитку атлантичної работоргівлі для забезпечення європейських колоній в Америці рабською робочою силою.
Після припинення работоргівлі в Чорноморському регіоні Генуя також долучилася до трансатлантичної работоргівлі.

## Передісторія
У Середньовіччі неформальні рабські зони формувалися вздовж релігійних кордонів. І християни, і мусульмани забороняли поневолення людей своєї віри, але обидві релігії схвалювали поневолення людей іншої віри.
Таким чином, работоргівля органічно поєднувалася з релігійними принципами. Хоча християни не поневолювали християн, а мусульмани не поневолювали мусульман, і ті, й інші вважали законним поневолення людей, яких вони вважали єретиками або розкольниками, що дозволяло католицьким християнам поневолювати православних, а мусульманам-сунітам — мусульман-шиїтів.
У Європі раннього Середньовіччя ще існував ринок рабства, але його поступово почали поступово витісняти на користь кріпацтва. Однак на ісламському Близькому Сході існував великий ринок рабства, а європейських рабів у мусульманському світі називали «сакаліба». Венеційська республіка була одним із перших постачальників рабів сакаліба до мусульманського світу, організувавши Балканську работоргівлю, а Генуя мала стати її головним конкурентом.
Рабство вимерло в Західній Європі після ХІІ століття, але попит на робочу силу після Чорної смерті призвів до відродження рабства в Південній Європі в Італії та Іспанії, а також до збільшення попиту на бранців у рабство в Єгипті.

## Чорноморська работоргівля
Італійські купці, особливо генуезці та венеційці, які мали широку мережу контактів як торговці в Середземному морі, рано утвердилися в чорноморській работоргівлі. Спочатку вони робили це як мандрівні купці, але з часом їм вдалося заснувати власні торгові колонії в Криму.
У ХІІІ столітті після падіння Константинополя 1204 року візантійський контроль у Криму послабився, тому італійські торгові колонії взяли під свій контроль чорноморську работоргівлю: 1206 року Венеційська республіка заснувала свою колонію в Криму в Судаку, а пізніше в Тані, а 1266 року — Генуезька республіка в Каффі.
Більшість рабів в італійській работоргівлі на Чорному морі потрапляли в рабство трьома основними способами: як військовополонені під час воєн, таких як монгольські завоювання, війни між Золотою Ордою та Ільханатом, а також завоювання Тимура; через набіги работоргівців; або через продаж батьками власних дітей чи родичів у рабство, що відбувалося через бідність і було регулярним і поширеним явищем, особливо після Чорної Смерті, коли попит на рабів був високим як у Південній Європі, так і на Близькому Сході.
Поширеними жертвами рабства були фінно-угорські та тюркські язичники.
Паралельно із заснуванням італійських колоній у Криму Монгольська імперія розгромила східноєвропейські державні утворення, тому італійська чорноморська работоргівля розширювалася паралельно з монгольською війною, причому монголи заохочували цю торгівлю, використовуючи її, щоб позбутися, зокрема, руських рабів. Наприклад, монголи продавали місцевих селян, які не могли платити данину, італійським работорговцям у Криму.

### Ринок рабів
Ринок рабів був поділений на дві частини. Південній Європі постачали рабів-чоловіків для важкої праці або рабинь для домашньої роботи як поневолених служниць. Ісламський ринок Близького Сходу просив рабинь як домашню прислугу або для сексуального рабства як наложниць гарему; кастрованих рабів-чоловіків для євнухів або неушкоджених рабів-чоловіків для військового рабства як рабів-солдатів.
Поряд з балканською чорноморська работоргівля була, одним із двох основних джерел постачання рабів для майбутніх мамлюцьких солдатів, які йшли до рабства в Мамлюцькому султанаті в Єгипті. Меншу кількість рабів продавали в Італії та Іспанії як поневолених домашніх слуг, яких називали ancillae.
Італійська работоргівля на Чорному морі мала два основні маршрути: з Криму до Візантійського Константинополя, а потім через Крит і Балеарські острови до Італії та Іспанії; або до Мамлюцького султанату в Єгипті, який отримував більшість рабів.
Принаймні з 1382 року більшість мамлюків Єгипетського мамлюцького султанату рабського походження походили з чорноморської работоргівлі; до ХІХ століття сотні черкеських чоловіків, призначених для мамлюків, були продані через чорноморську работоргівлю.
Більшість рабів, вивезених до Південної Європи (Італії та Іспанії), були дівчатами, оскільки вони мали стати служницями, тоді як більшість рабів, близько 2000 щороку, вивозили до єгипетського Мамлюкського султанату, і в цьому випадку більшість з них були хлопчиками, оскільки Мамлюкський султанат потребував рабів-солдатів.

### Кінець работоргівлі
Після завоювання Константинополя в 1453 році і отримання контролю над Босфорською протокою, османи припинили торгівлю між Кримом і Заходом. Работоргівля поступово зменшувалася, і в 1472 році зареєстровано лише 300 рабів, вивезених з Кафи.
З 1440-х років Іспанія та Португалія почали імпортувати своїх рабів спочатку з Канарських островів, а потім з Африки; спочатку через транссахарську работоргівлю з Лівії, а потім, розпочавши атлантичну работоргівлю.
1475 року Османська імперія завоювала італійські міста в Криму, і відтак работоргівлю перейняли мусульманські работорговці.

## Атлантична работоргівля
Після закінчення чорноморської работоргівлі Генуя долучилася до нової атлантичної работоргівлі. Приблизно з 1520 року генуезці контролювали іспанський порт Панама, перший порт на Тихому океані, заснований після завоювання Америки. Генуезці отримали концесію на експлуатацію порту, головним чином для работоргівлі з Новим Світом на Тихому океані, яка тривала до розграбування і знищення первісного міста піратами на чолі з Морганом 1671 року.
До середини XVII століття Мексика була найбільшим єдиним ринком рабів в іспанській Америці. У той час як португальці брали безпосередню участь у торгівлі невільниками до Бразилії, Іспанська імперія покладалася на систему Asiento de Negros, надаючи (католицьким) генуезьким банкірам-торговцям ліцензію на торгівлю невільниками з Африки до своїх колоній в Іспанській Америці. Картахена, Веракрус, Буенос-Айрес та Іспанія приймали більшість прибулих рабів, переважно з португальської Анголи.:437, 446